# Риттероде
Риттероде (нем. Ritterode) — община в Германии, в земле Саксония-Анхальт, входит в район Мансфельд-Зюдгарц, и объединена в городском округе Хетштедт.
Население составляет 320 человека (на 31 декабря 2009 года). Занимает площадь 7,08 км².

## История
Первое упоминание о поселении относится к 992 году.
13 июля 1387 года Риттероде был продан графскому роду Мансфельдов.
1 января 2010 года, после проведённых реформ, коммуны Риттероде и Вальбек, а также город Хетштедт — были объединены в городской округ Хетштедт, а управление Хетштедт было упразднено.

## Галерея

Риттероде на карте городского округа
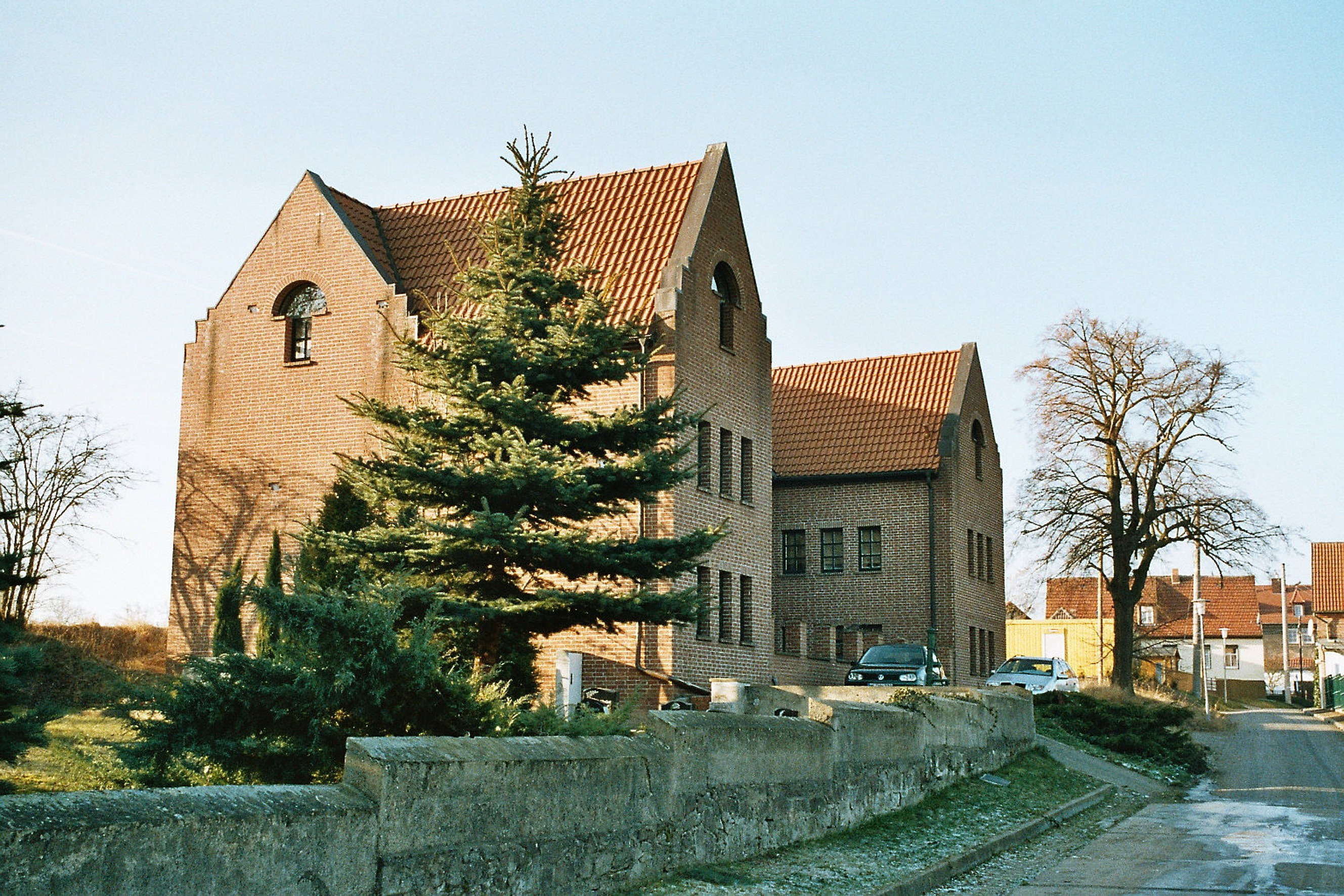
Жилой дом в Риттероде
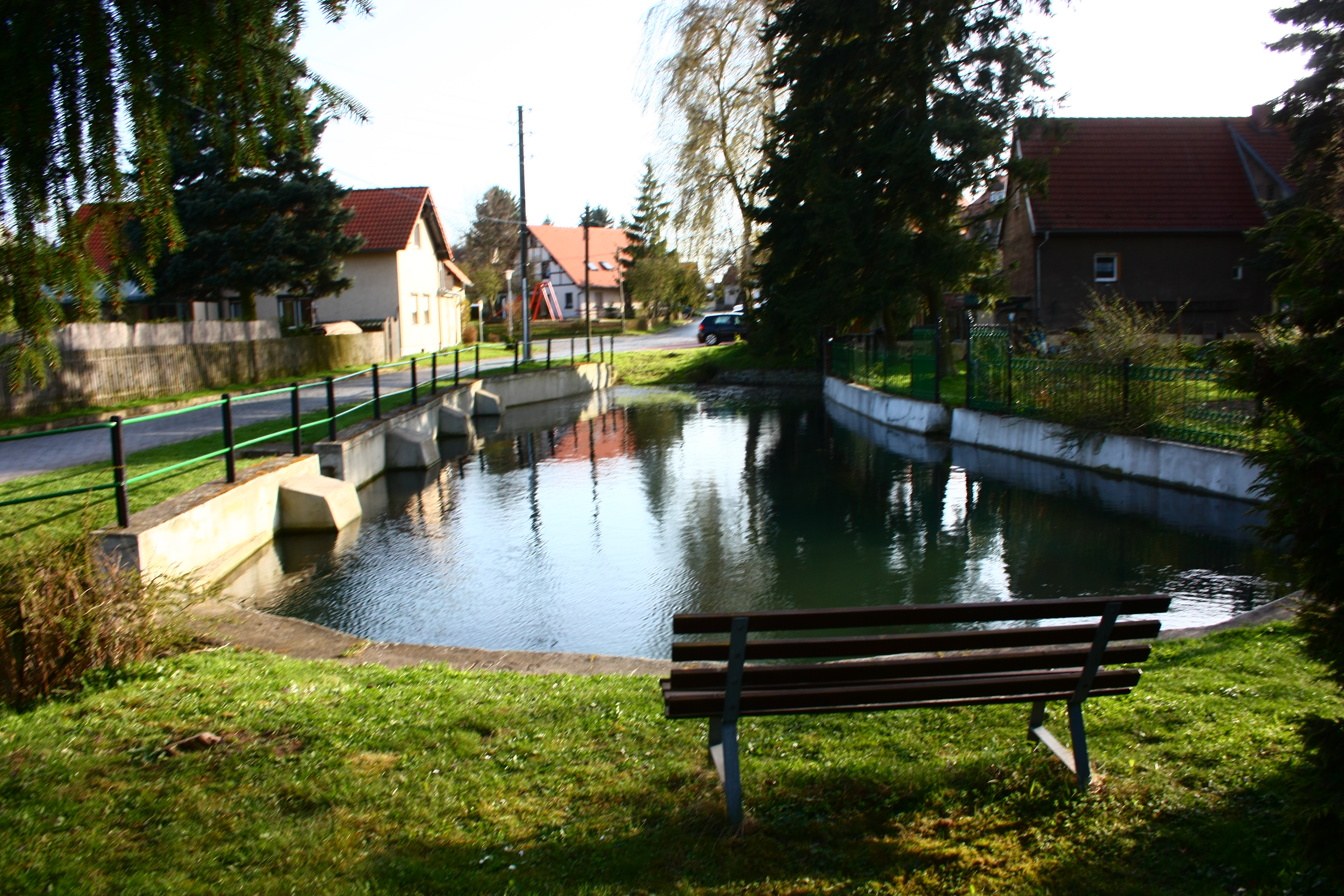
Пруд в Риттероде
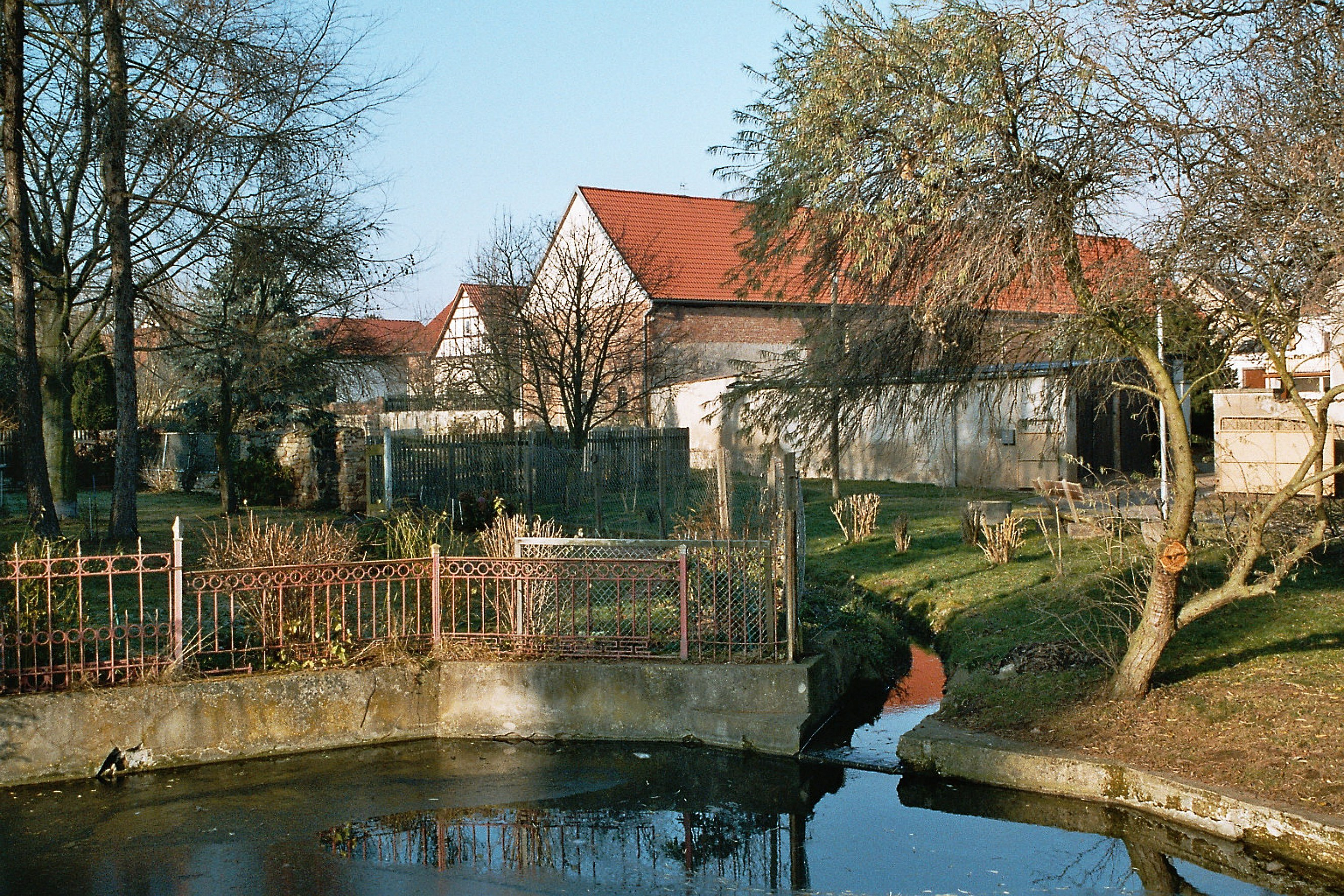
Пруд в Риттероде